# Trazan Apansson – julens konung
Trazan Apansson - julens konung var den första omgången med Trazan & Banarne som sändes i SVT 1976 till 1978.

## Bakgrund
År 1976 fick Lasse Åberg uppdraget att göra en serie för barn som skulle sändas på SVT. Tillsammans med Klasse Möllberg valde de att inreda en studio till djungel.
Programmen sändes 1976 till 1978 och var till för barn, men lockade även många vuxna.
När serien senare skulle gå i repris hade samtliga avsnitt raderats av misstag, utom ett avsnitt från den 25 december 1976 som finns bevarat på Digital Betacam.
Till följd av att den gamla serien blivit raderad gjorde Åberg och Möllberg en helt ny serie. I samband med detta bildades bandet Electric Banana Band.

## Medverkande
- Lasse Åberg - Trazan
- Klasse Möllberg - Banarne